# ابوشی

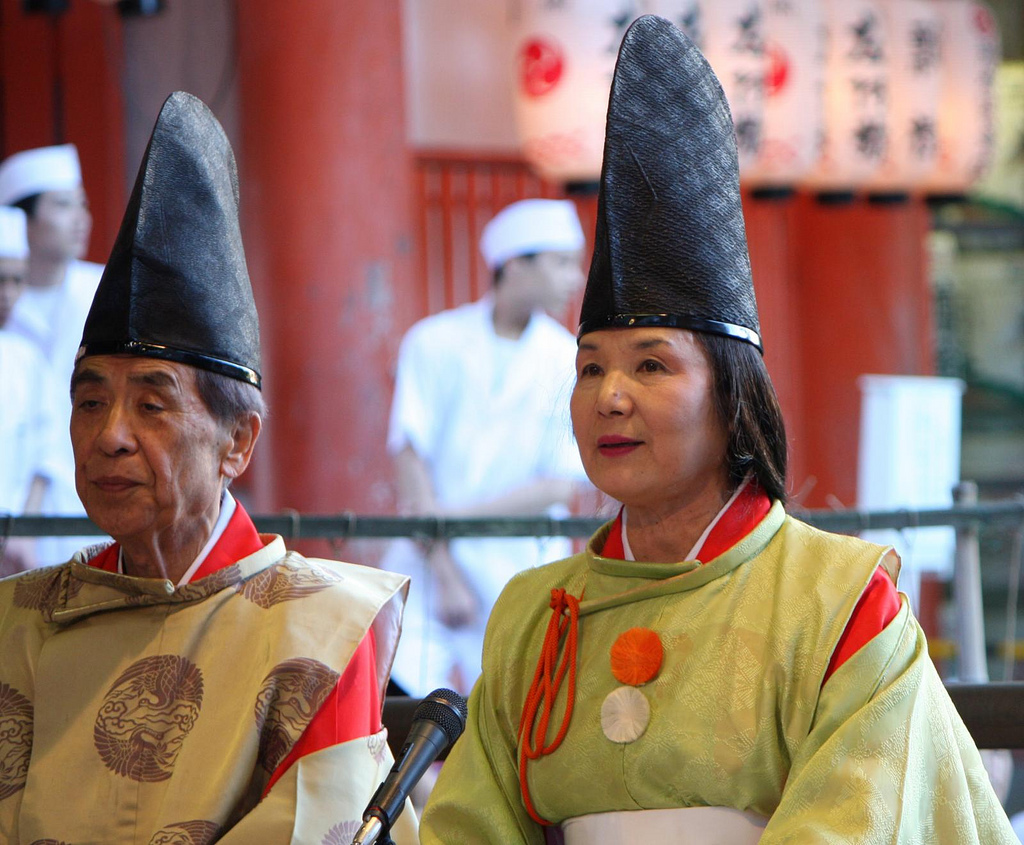
ابوشی

ابوشی (به ژاپنی: 烏帽 えぼし)، کلاهی است که مردان بزرگسال هنگام پوشیدن لباس‌های رسمی ژاپنی از دوره هی‌آن تا امروز بر سر می‌گذاشتند.
ابوشی اویا، شخصی است که مراسم بر سر گذاشتن کلاه را در مراسم گنبوکو انجام می‌دهد. گنپوکو مراسمی است که از دوره نارا در ژاپن برای ورود به بزرگسالی یا سن قانونی برگزار می‌شود. یکی از مناسک گذار است.